# اوبانژ
شهر اوبانژ (به فرانسوی: Aubange) در شهرستان ارلن (بلژیک) در استان لوکزامبورگ در منطقه فدرال والوون در کشور بلژیک واقع شده‌است.